# Canton de Saint-Simon
Le canton de Saint-Simon est une ancienne division administrative française située dans le département de l'Aisne et la région Picardie.

## Géographie
Ce canton a été organisé autour de Saint-Simon dans l'arrondissement de Saint-Quentin. Son altitude varie de 60 m (Pithon) à 158 m (Annois) pour une altitude moyenne de 76 m.

## Histoire

### Révolution française

Carte du canton de Saint-Simon en 1790.

Le canton est créé le 18 février 1790 sous la Révolution française sous le nom de canton de Saint-Simon,.
Le canton a compté vingt-et-une communes avec Saint-Simon pour chef-lieu au moment de sa création : Annois, Artemps, Bray-Saint-Christophe, Castres, Contescourt, Cugny, Dury, Eaucourt, Flavy-le-Martel, Fontaine-lès-Clercs, Gauchy, Grugies, Happencourt, Jussy, Ollezy, Pont-de-Tugny, Pithon, Saint-Simon, Seraucourt-le-Grand, Sommette et Tugny. Il est une subdivision du district de Saint-Quentin qui disparait le 5 Fructidor An III (22 août 1795). Le canton ne subit aucune modification dans sa composition communale pendant cette période.
Lors de la création des arrondissements par la loi du 28 pluviôse an VIII (17 février 1800), le canton de Saint-Simon est rattaché à l'arrondissement de Saint-Quentin.

### 1801-2015
L'arrêté du 3 vendémiaire an X (25 septembre 1801) entraine un redécoupage du canton de Saint-Simon qui est conservé et agrandi. Quatre communes, pour moitié du canton de Vermand (Dallon et Villers-Saint-Christophe) et pour l'autre du canton de Moÿ (Clastres et Montescourt-Lizerolles) rejoignent le canton. Il comprend toujours 25 communes avec cette recomposition.
Par décret du 24 octobre 1803, Tugny et Pont-de-Tugny fusionnent pour former la commune de Tugny-et-Pont. La composition communale du canton passe à 24 communes.
Par ordonnance du 2 juin 1819, les communes de Sommette et Eaucourt sont regroupées pour former la commune de Sommette-Eaucourt. Le canton comprend alors 23 communes.
Par la loi du 4 janvier 1923, la commune de Gauchy est détaché du canton pour être rattaché à celui de Saint-Quentin,. Par la loi du 12 décembre 1924, la commune d'Aubigny, détachée du canton de Vermand, rejoint celui de Saint-Simon,. La composition communale n'évolue pas jusqu'en mars 2015, à la suite de ces deux dernières modifications.
Le 15 juin 1979, la commune d'Aubigny prend le nom d'Aubigny-aux-Kaisnes par décret,.

### Redécoupage de 2015
Un nouveau découpage territorial de l'Aisne entre en vigueur en mars 2015, défini par le décret du 21 février 2014 , en application des lois du 17 mai 2013 (loi organique 2013-402 et loi 2013-403). Les conseillers départementaux sont, à compter de ces élections, élus au scrutin majoritaire binominal mixte. Les électeurs de chaque canton élisent au Conseil départemental, nouvelle appellation du Conseil général, deux membres de sexe différent, qui se présentent en binôme de candidats. Les conseillers départementaux sont élus pour 6 ans au scrutin binominal majoritaire à deux tours, l'accès au second tour nécessitant 12,5 % des inscrits au 1er tour. En outre la totalité des conseillers départementaux est renouvelée. Ce nouveau mode de scrutin nécessite un redécoupage des cantons dont le nombre est divisé par deux avec arrondi à l'unité impaire supérieure. Dans l'Aisne, le nombre de cantons passe ainsi de 42 à 21. Le canton de Saint-Simon ne fait pas partie des cantons conservés du département. 
Le canton disparait lors des élections départementales de mars 2015. L'ensemble des communes du canton est regroupée sur celui de Ribemont sauf les communes de Castres, de Contescourt et de Grugies, rejoignant le nouveau canton de Saint-Quentin-3.

## Représentation

### Conseillers généraux de 1833 à 2015
| Période          | Période      | Identité                                          | Étiquette                | Qualité |
| ---------------- | ------------ | ------------------------------------------------- | ------------------------ | --- |
| 1833             | 1836         | Jean Charles François Legrand                     |                          | Notaire, maire de Saint-Simon (1815-1839) |
| 1836             | 1842         | Antoine François Robert Vinchon fils              |                          | Maire de Contescourt |
| 1842             | 1845         | Louis Aimé Médard Delvigne-Bacquet (1807-1863)    |                          | Propriétaire et fabricant de sucre, maire de Dury |
| 1845             | 1848         | Charles François Hugues                           |                          | Notaire, maire de Saint-Simon (1845-1865) |
| 1848             | 1860 (décès) | Frédéric Quéquignon                               |                          | Négociant en tissus, cultivateur Maire d'Happencourt, conseiller d'arrondissement |
| 1860             | 1871         | Frédéric Quéquignon fils du précédent (1829-1896) |                          | Propriétaire à Happencourt |
| 1871             | 1903 (décès) | Désiré Edmond Quéquignon                          | Républicain              | Fabricant de sucre Maire de Grugies |
| 1903             | 1913         | Alfred Louis Quéquignon (1858-1926)               | Républicain Progressiste | Cultivateur à Villers-Saint-Christophe et à Grugies |
| 1913             | 1940         | Emile Dupont (1868-1952)                          | Rad.                     | Négociant - Cultivateur Maire de Flavy-le-Martel (1919-1944) Nommé conseiller départemental en 1943 |
|                  |              |                                                   |                          | |
| 1945             | 1954 (décès) | Paul Demoulin                                     | PCF                      | Cheminot Maire de Montescourt-Lizerolles |
| 14 novembre 1954 | 1966 (décès) | Étienne Mansart (1916-1966)                       | PCF                      | Secrétaire de mairie, Montescourt-Lizerolles |
| 27 novembre 1966 | 2015         | Roland Renard                                     | PCF puis IDG             | Fonctionnaire territorial Député de l'Aise (4e circ.) (1973 → 1986) Maire de Montescourt-Lizerolles (1989-2020) Président de la C32S (1994 → 2016) 2e Vice-Président du Conseil Général (1982-1985 et 1998-2015) Suppléant de la députée PS Odette Grzegrzulka (1997-2002) |

### Conseillers d'arrondissement (de 1833 à 1940)
| Période                                  | Période          | Identité                             | Étiquette   | Qualité |
| ---------------------------------------- | ---------------- | ------------------------------------ | ----------- | --- |
| 1833                                     | 1839             | Joseph-Alfred Viéville               |             | Extracteur de tourbe, propriétaire à Tugny                                                                  |
| 1839                                     | 1848             | Frédéric Quéquignon fils (1802-1860) |             | Propriétaire à Happencourt                                                                                  |
|                                          |                  |                                      |             | |
| av.1876                                  | 1888 (décès)     | M. Théry                             |             | Propriétaire à Montescourt, fabricant de sucre à Ponchaux                                                   |
|                                          |                  |                                      |             | |
| 1904                                     | 1913 (démission) | Gustave Dusanter                     | Républicain | Maire d'Artemps                                                                                             |
| 1913                                     | 1928             | Charles Caron                        |             | Agriculteur, maire de Dallon                                                                                |
| 1928                                     | 1940             | Édouard Magnier                      | Radical     | Cultivateur puis rentier à Saint-Simon                                                                      |
| 1940                                     |                  |                                      |             | Les conseils d'arrondissement ont été suspendus par la loi du 12 octobre 1940 et n'ont jamais été réactivés |
| Les données manquantes sont à compléter. |                  |                                      |             | |

## Composition
Le canton de Saint-Simon groupe 23 communes et compte 11 852 habitants en 2012. Les deux communes les plus importantes en nombre d'habitants sont Montescourt-Lizerolles et Flavy-le-Martel.  
| Code Insee | Nom                      | Superficie (km2) | Population (hab.) | Densité (hab./km2) |
| ---------- | ------------------------ | ---------------- | ----------------- | ------------------ |
| 02694      | Saint-Simon (Chef-lieu)  | 6,34             | 605               | 95,43              |
| 02019      | Annois                   | 5,90             | 387               | 65,59              |
| 02025      | Artemps                  | 6,31             | 360               | 57,05              |
| 02032      | Aubigny-aux-Kaisnes      | 3,72             | 239               | 64,25              |
| 02117      | Bray-Saint-Christophe    | 2,88             | 75                | 26,04              |
| 02142      | Castres                  | 5,71             | 236               | 41,33              |
| 02199      | Clastres                 | 8,24             | 624               | 75,73              |
| 02214      | Contescourt              | 3,42             | 65                | 19,01              |
| 02246      | Cugny                    | 9,40             | 588               | 62,55              |
| 02257      | Dallon                   | 5,81             | 407               | 70,05              |
| 02273      | Dury                     | 7,74             | 200               | 25,84              |
| 02315      | Flavy-le-Martel          | 12,83            | 1 625             | 126,66             |
| 02320      | Fontaine-lès-Clercs      | 5,33             | 280               | 52,53              |
| 02359      | Grugies                  | 5,08             | 1 162             | 228,74             |
| 02367      | Happencourt              | 5,18             | 145               | 27,99              |
| 02397      | Jussy                    | 13,37            | 1 229             | 91,92              |
| 02504      | Montescourt-Lizerolles   | 6,29             | 1 684             | 267,73             |
| 02570      | Ollezy                   | 5,31             | 171               | 32,2               |
| 02604      | Pithon                   | 2,44             | 71                | 29,1               |
| 02710      | Seraucourt-le-Grand      | 10,56            | 784               | 74,24              |
| 02726      | Sommette-Eaucourt        | 6,28             | 156               | 24,84              |
| 02752      | Tugny-et-Pont            | 3,36             | 289               | 86,01              |
| 02815      | Villers-Saint-Christophe | 8,99             | 470               | 52,28              |

## Démographie
| 1962   | 1968   | 1975   | 1982   | 1990   | 1999   | 2006   | 2007   | 2008   |
| ------ | ------ | ------ | ------ | ------ | ------ | ------ | ------ | ------ |
| 10 454 | 10 574 | 10 453 | 10 417 | 11 124 | 11 001 | 11 247 | 11 322 | 11 498 |

| 2009   | 2010   | 2011   | 2012   | - | - | - | - | - |
| ------ | ------ | ------ | ------ | - | - | - | - | - |
| 11 667 | 11 804 | 11 831 | 11 852 | - | - | - | - | - |